# 理数
教科「理数」（りすう）は、学問としての理科、数学の各分野に関する知識と技術を習得させることなどを目的とする日本の高等学校に設置される教科。後期中等教育（高等学校、中等教育学校の後期課程、盲学校・聾学校・養護学校の高等部）における専門教育に関する各教科（専門教科）の1つである。
教科「理数」は、「理数に関する学科」（理数科）や、総合学科、文理学科(大阪府立10校）などで主に開講・学習される。
教科「理数」に属する科目の数は7にのぼり、そのいくつかと普通教科を組み合わせて教育課程を編成することで、主に専門学科や総合学科においては、学科の特色が活きるように配慮されている。

## 教科の目的
事象を探究する過程を通して、自然科学及び数学における基本的な概念、原理・法則などについての系統的な理解を深め、科学的、数学的に考察し、処理する能力と態度を育て、創造的な能力を高める。（高等学校学習指導要領から）

## 科目
| 類型                                                          | 該当科目                                                    |
| ------------------------------------------------------------- | ----------------------------------------------------------- |
| 「理数に関する学科」における「原則履修科目」                  | - 「理数数学I」 - 「理数数学II」 - 「理数探究」             |
| 「理数に関する学科」における「共通的な基礎科目」（3科目必修） | - 「理数物理」 - 「理数化学」 - 「理数生物」 - 「理数地学」 |
| 「理数に関する学科」における「選択的な基礎科目」              | - 「理数数学探究」 - 「理数数学特論」                       |

## 理数に関する学科
理数に関する学科（りすうにかんするがっか）は、高等学校設置基準（平成16年文部科学省令第20号）に規定されている専門教育を主とする学科の1つ。専門教科「理数」に属する科目のうち「理数数学I」及び「理数数学II」の2科目並びに「理数物理」、「理数化学」、「理数生物」及び「理数地学」から3科目が、高等学校学習指導要領（平成11年文部省告示第58号）により原則履修科目として指定されている。

### 学科例
「理数に関する学科」の例としては次のようなものがある。
- 理数科
- 数理科学科
- 自然科学科（兵庫県立明石北高等学校、京都府立桃山高等学校）
- 総合理学科（兵庫県立神戸高等学校）
- グローバル･サイエンス科
- 総合科学科（大阪府立の国際・科学高校、兵庫県立大学附属高等学校）
- 国際科学科（名古屋市立向陽高等学校、三重県立津西高等学校）

### 教育課程
「理数に関する学科」において履修する科目の例としては次のようなものがある。
理数系（理数科など）
- 「理数数学Ⅰ」｢理数数学Ⅱ｣ ｢理数化学｣ ｢理数物理｣ ｢理数生物｣ ｢理数地学｣ ｢理数科課題探究」

主に大学の理系学部に進学するものが多いが、看護医療系や文系学部の大学に進学するものもいる。そのため、地理歴史や古典を選択履修できるなど、文系にも進学できるように配慮された教育課程になっている高等学校が多い。

### 教科書
理数の教科の特別な教科書は作成されておらず、該当する数学・理科の教科の教科書を使用する。例えば「理数物理」では物理基礎と物理の教科書を使用して学習する。「理数数学Ⅰ」では数学Ⅰ・数学Ⅱ・数学Aの教科書を主に使用し、普通教科の数学にない発展的な学習内容については補助教材などで学習を行う(行列と行列式・一次変換など）。

### 設置状況
一覧については日本の理数科設置高等学校一覧を参照。